# Trassanel
Trassanel település Franciaországban, Aude megyében. Lakosainak száma 26 fő (2022. január 1.). Trassanel Cabrespine, Fournes-Cabardès, Limousis, Sallèles-Cabardès és Villeneuve-Minervois községekkel határos.

## Népesség
A település népessége az elmúlt években az alábbi módon változott:
| Lakosok száma | 41   | 31   | 21   | 24   | 33   | 32   | 34   | 30   | 28   | 26   |
|               | 1968 | 1982 | 1990 | 2006 | 2013 | 2015 | 2017 | 2019 | 2020 | 2022 |